# Thiania bhamoensis
Espèce
Synonymes
- Marptusa oppressa Thorell, 1891
- Thiania oppressa (Thorell, 1891)
- Euophrys chiriatapuensis Tikader, 1977

Thiania bhamoensis est une espèce d'araignées aranéomorphes de la famille des Salticidae.

## Distribution
Cette espèce se rencontre en Asie du Sud-Est, en Asie du Sud et en Asie de l'Est.
Elle a été observée en Birmanie, en Inde, en Chine, au Viêt Nam, au Laos, en Thaïlande, en Malaisie, à Singapour, et en Indonésie.

## Habitat
Thiania bhamoensis préfère les plantes avec des feuilles relativement larges comme Crinum asiaticum. Il est possible de la rencontrer sur les plantes des jardins, les buissons sauvages et même sur de grands arbres.

## Description
Le mâle mesure de l'ordre de 5 à 7 mm et la femelle de l'ordre de 7 mm.

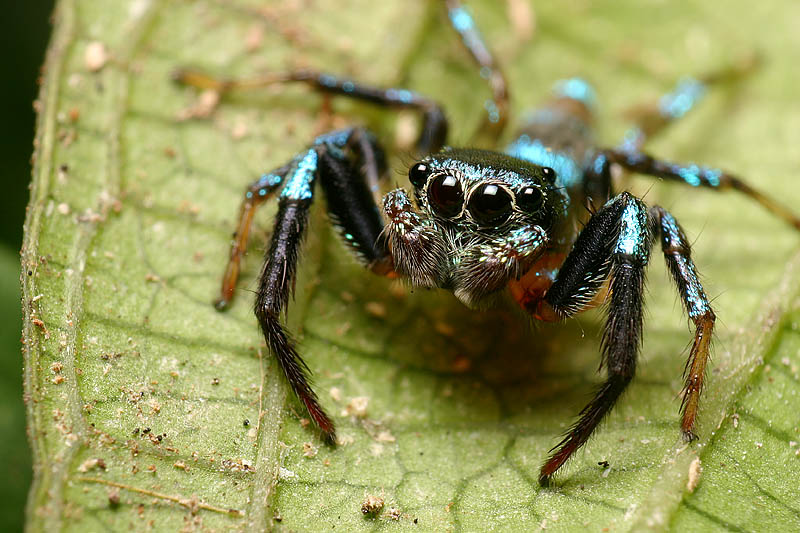
Thiania bhamoensis

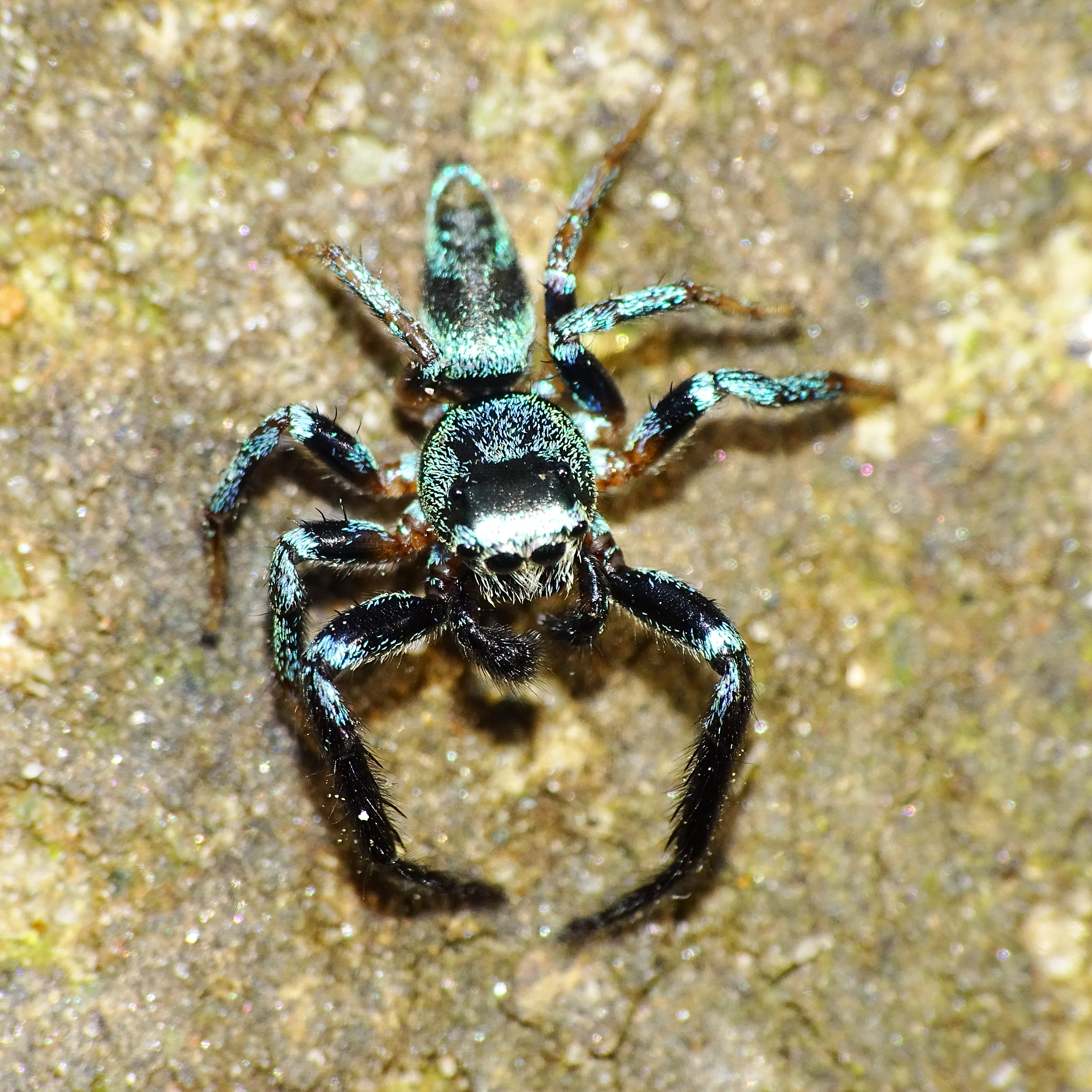
Thiania bhamoensis

Cette araignée de petite taille est très attrayante et facilement reconnaissable avec une couleur générale du corps noire et des motifs bleus ou vert bleuâtre irisés, voir dorés, sur le céphalothorax, l'abdomen et les pattes. Le mâle et la femelle sont semblables mais le mâle est plus petit et d'apparence plus sombre.
Le céphalothorax est quasiment plat et pas beaucoup plus long que large. La ligne d'yeux antérieurs est légèrement recourbée avec les yeux presque joints et de petits poils noirs de part et d'autre de cette ligne. La base des yeux médians antérieurs présente des poils bleus irisés. Les yeux latéraux antérieurs sont entourés de setae en forme de fuseaux de même couleur. Ces setae forment aussi une large tache se propageant vers l'arrière du quadrangle oculaire à partir de la base de la ligne d'yeux antérieurs. Le reste du quadrangle oculaire, plus large que long, est noir. Les yeux sont noirs avec de gros yeux médians antérieurs (0.6 mm) et de petits yeux médians postérieurs (0.03 mm) et des yeux latéraux antérieurs (0.37 mm) et postérieurs (0.25 mm) de taille intermédiaire. Un large croissant bleu iridescent est présent juste sous le bord postérieur du quadrilatère oculaire. Le bord latéral du céphalothorax présente une ligne de la même couleur. Le Clypéus est étroit avec une zone triangulaire de longs poils brillants sous les yeux médians antérieurs. Le sternum, tronqué, est large avec une pointe postérieure conique. Les maxillae présentent des scopules épais. Les chélicères sont noirs, ronds et enflés avec une base triangulaire. Deux petites dents sont présentes sur leurs marges extérieures ainsi qu'une grande dent sur la marge intérieure à proximité de la base du crochet. Les crochets sont petits, incurvés, coniques, et de couleur brun rougeâtre avec la base enflée.

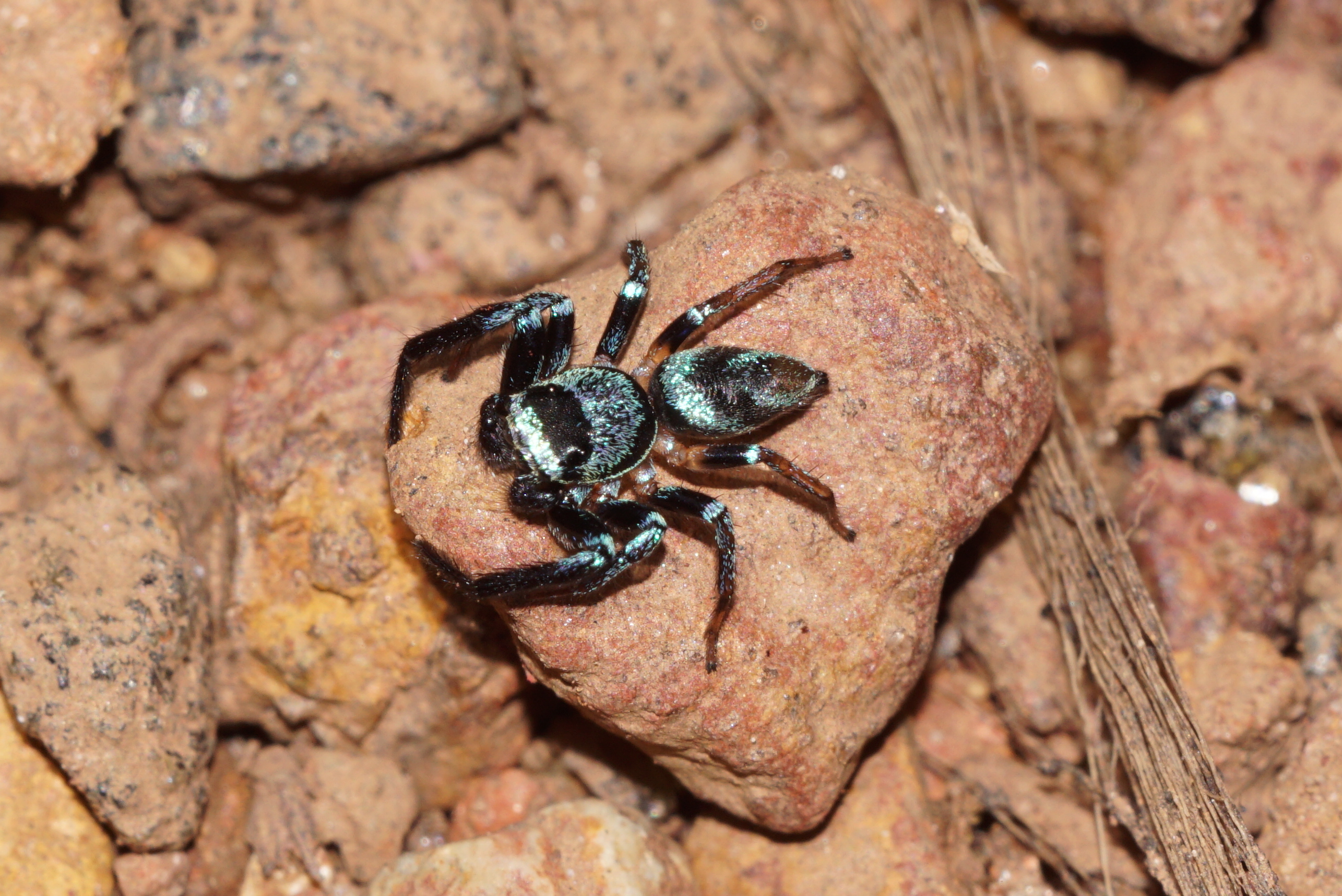
Thiania bhamoensis

Les pattes sont de couleur marron recouvertes sur une longueur modérée de poils noirs. Les fémurs sont robustes et plus épais à la base. Trois paires d'épines et deux paires d'épines ventrales sont présentes respectivement sur le tibia et le métatarse des pattes I et II. Le côté dorsal des pattes présente de petites taches bleues irisées. La première paire de pattes est plus longue et plus robuste que les autres.
Les palpes du mâle sont relativement petits avec un cymbium ovale et poilu doté d'une touffe épaisse de poils à l'extrémité distale. Le tibia présente une apophyse légèrement courbée avec une pointe émoussée. Le tegulum est enflé et rond. Les palpes de la femelle sont couverts d'une épaisse couche de petits poils noirs.
L'abdomen, d'une couleur générale noire ou brun clair, est légèrement allongé avec une partie plus large au milieu. Il présente deux larges taches bleues irisées en forme de "U" inversé, l'une située à l'extrémité supérieure et l'autre presque au milieu séparées par une ligne mince de setae. La partie postérieure présente une tache grossièrement triangulaire de ces setae. Les filières sont de couleur noire. La partie ventrale de l'abdomen est jaune pâle sans setae avec de légères bandes noires transversales.

## Comportement
Cette espèce est connue pour les combats pouvant survenir entre mâles.

### Prédation et alimentation
Comme toutes les Salticidae, sa bonne vision, notamment liée à ses deux yeux médians antérieurs, lui confère la capacité de chasser ses proies sans recourir à la construction d'une toile. Les moustiques et les mouches sont ses proies préférées.

### Cycle de vie
Contrairement à beaucoup d'autres Salticidae, Thiania bhamoensis ne construit pas de retraite de soie mais un nid fait de deux feuilles accolées. La technique de fabrication du nid de Thiania bhamoensis est inhabituelle pour une araignée de la famille des Salticidae. Celle-ci consiste à construire le nid de soie en liant deux feuilles vertes au moyen de sortes de rivets de soie. Cette araignée passe la majeure partie de son temps dans son nid avec les parties antérieures dépassant de l'une des ouvertures et en sort pour chasser.
Thiania bhamoensis utilise son nid pour la ponte et l'incubation. Postée sur son sac d’œufs, de forme ovale et aplatie, la mère araignée garde les œufs et plus tard les jeunes jusqu'à ce qu'ils sortent du nid.

## Systématique et taxinomie
Marptusa oppressa a été placée en synonymie par Żabka en 1985.
Euophrys chiriatapuensis a été placée en synonymie par Prószyński et Deeleman-Reinhold en 2010.

## Étymologie
Son nom d'espèce, composé de bhamo et du suffixe latin -ensis, « qui vit dans, qui habite », lui a été donné en référence au lieu de sa découverte, Bhamo.

## Thiania bhamoensisdans la culture
Thiania bhamoensis figure sur un timbre de 30 sen de la poste malaisienne de 2009.

## Publication originale
- Thorell, 1887 : Viaggio di L. Fea in Birmania e regioni vicine. II. Primo saggio sui ragni birmani. Annali del Museo civico di storia naturale di Genova, vol. 25, p. 5-417 (texte intégral).